# Mauro Óbolo
Mauro Iván Óbolo (Arroyito, 28 settembre 1981) è un ex calciatore argentino, di ruolo attaccante.

## Caratteristiche tecniche
Óbolo è stato un calciatore potente fisicamente, abile nel gioco aereo, rapido e dotato di una buona tecnica.

## Carriera

### Club
Dopo aver giocato nelle giovanili del Club Deportivo y Cultural Arroyito, nel 1996 passa al Boca Juniors, portato da Jorge Griffa: nel club della capitale trova poco spazio, e a fine stagione viene lasciato libero. Dopo un provino con l'Independiente, viene ingaggiato dal Vélez Sarsfield, con cui debutta in prima squadra il 27 aprile 1999, nella sfida contro il Gimnasia (J). Poco impiegato in prima squadra, anche a causa dell'acquisto da parte del Vélez di Jairo Castillo, viene ceduto in prestito per alcune stagioni.
Ha così giocato prima per il Belgrano, dove ha conquistato un posto da titolare. Nel terzo turno di campionato, ha segnato un gol alla sua ex squadra, il Vélez. Al termine del campionato, il Belgrano è però retrocesso e Óbolo è stato prestato al Piacenza, dove è diventato il quarto straniero della storia del club. Il 24 ottobre 2002 ha giocato da titolare in Coppa Italia, nell'incontro con la Ternana, ma all'intervallo viene sostituito da Nicola Caccia. Il 17 novembre è arrivato il debutto in Serie A, quando ha giocato nella partita contro il Modena, venendo impiegato come sostituto nei minuti finali. A causa dell'infortunio di Dario Hübner, il tecnico Andrea Agostinelli ha dovuto puntare sull'argentino, che nella sfida con la Lazio ha fornito un assist per Caccia. Le sue prestazioni poco convincenti e l'arrivo in panchina di Luigi Cagni al posto di Agostinelli lo relegano al ruolo di quarta punta, non evitando la retrocessione del Piacenza.
Al termine della stagione è tornato al Vélez, dove viene impiegato prevalentemente in Copa Libertadores; chiuso da Mauro Zárate e Roberto Nanni, e in seguito all'eliminazione dalla Coppa, viene ceduto nuovamente in prestito, stavolta al Lanús, su richiesta di Carlos Ramacciotti, che lo aveva avuto al Belgrano. Inizialmente titolare, perde il posto dopo l'avvicendamento di Ramacciotti con Néstor Gorosito, e chiude la stagione con trentadue apparizioni e cinque reti. Nel gennaio 2006 torna in Europa, precisamente in Spagna, per giocare nel Burgos, in Segunda División B; rientrato al Velez, finisce ai margini della rosa e non rientrando nei piani tecnici viene ceduto a titolo gratuito all'Arsenal de Sarandí. Dopo una discreta stagione, è arrivata la chiamata dall'AIK, che lo ha acquistato assieme al compagno di squadra Lucas Valdemarín.
Ha debuttato il 3 luglio 2007, segnando subito una rete ai danni del Trelleborg. Ha guidato l'AIK al quinto posto finale in classifica e ha disputato anche qualche incontro in Coppa UEFA. Nel campionato 2008, ha messo a segno dieci reti in trenta partite. Con la formazione di Stoccolma vince il campionato 2009, in cui realizza 9 reti in 30 partite, e la Coppa di Svezia nella stessa annata. Nel gennaio 2010 torna in Argentina, di nuovo all'Arsenal de Sarandì, dove rimane per due anni prima di far ritorno ad un'altra sua ex squadra, il Velez, con cui disputa il Torneo Clausura 2012. A fine stagione si trasferisce al Godoy Cruz, con cui prende parte alla Primera Division 2012-2013.
Dopo un'ulteriore stagione, nel luglio 2014 si trasferisce in Cile, all'Universidad Católica.
Nel 2015 e nel 2016 gioca per il Belgrano, poi decide di ritirarsi dal calcio giocato all'età di 35 anni.
Appese le scarpe al chiodo, rimane nel mondo del calcio intraprendendo la carriera di agente.

### Nazionale
Óbolo ha giocato nell'Argentina under 20, con la quale ha preso parte al Campionato sudamericano di calcio Under-20 2001

## Palmarès
- Campionato svedese: 1

AIK: 2009
- Coppa di Svezia: 1

AIK: 2009